# Obersendling
Thalkirchen - stacja metra w Monachium, na linii U3. Stacja została otwarta 28 października 1989.